# Det var en gång en apa
Det var en gång en apa är en svensk text som brukar sjungas till melodin från titelmusiken i Familjen Addams. Första versen i texten är traditionell. Sången finns med mer verstext av Olle Widestrand under titeln "Skala banan" i sångboken Sångskatten 1994, och med fler verser i titeln "Det var en gång en apa", skriven av Keith Almgren och Gunilla Klevhamre på CD albumet "Lyssna & Sjung 1"  där låten kommer först med sång och musik och sedan med endast musik för att barnen ska kunna sjunga själva. Texten finns med i häftet. Finns också bl.a. på "Barnens egen CD 4" 1995 och på albumet "Den balanserande elefanten" 2004 samtliga EMI.